# Frederick Edward White

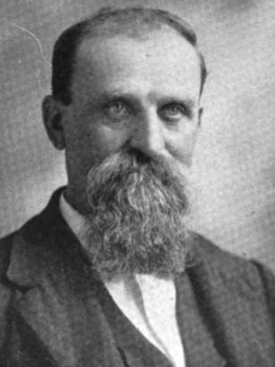
Frederick Edward White (1903)

Frederick Edward White (* 19. Januar 1844 in Preußen; † 14. Januar 1920 in Sigourney, Iowa) war ein US-amerikanischer Politiker. Zwischen 1891 und 1893 vertrat er den Bundesstaat Iowa im US-Repräsentantenhaus.

## Werdegang
Im Jahr 1857 wanderte Frederick White mit seiner Mutter aus Preußen in die Vereinigten Staaten aus. Die Familie ließ sich auf einer Farm im Keokuk County in Iowa nieder. Beim Ausbruch des Bürgerkrieges im Jahr 1861 meldete sich White freiwillig zur Unionsarmee, wurde aber wegen seines Alters zunächst abgelehnt. Nach seinem 18. Geburtstag wurde er im Februar 1862 in ein Infanterieregiment aus Iowa aufgenommen. Bis zum Ende des Krieges im Jahr 1865 blieb White beim Militär. Danach kehrte er in das Keokuk County zurück, wo er sich mit landwirtschaftlichen Angelegenheiten, vor allem der Viehzucht, befasste.
Politisch war White Mitglied der Demokratischen Partei. 1890 wurde er im sechsten Wahlbezirk von Iowa in das US-Repräsentantenhaus in Washington, D.C. gewählt. Dort trat er am 4. März 1891 die Nachfolge des Republikaners John F. Lacey an. Sein Wahlsieg war auch Folge einer Protestbewegung gegen ein neues von den Republikanern eingebrachtes und durchgesetztes Zollgesetz, das in Iowa sehr unbeliebt war. Zwei Jahre später hatten sich die Verhältnisse wieder normalisiert und die Republikaner konnten einige zuvor verlorengegangene Mandate im Kongress zurückgewinnen. Dazu gehörte auch Whites Mandat, das wieder an Lacey fiel. Somit konnte Frederick White zwischen 1891 und 1893 nur eine Legislaturperiode im Kongress absolvieren.
Nach dem Ende seiner Zeit im Kongress bewarb sich Frederick White dreimal erfolglos um den Posten des Gouverneurs von Iowa. Ansonsten war er wieder in der Landwirtschaft tätig. Er starb am 14. Januar 1920 in Sigourney und wurde dort auch beigesetzt.